# Солом'янська площа
Солом'янська площа — площа у Солом'янському районі міста Києва, місцевість Солом'янка. Розташована між проспектом Повітряних Сил, вулицями Дениса Монастирського, Митрополита Василя Липківського і Солом'янською.

## Історія
Місцевість, де розташована площа, на початку XX століття була незабудованим пустирем між Солом'янкою та Солом'янським кладовищем. Згодом вздовж Кадетського шосе (Повітрофлотського проспекту) було споруджено споруди Миколаївського Артилерійського та 2-го Військового училищ і місце майбутньої площі почало використовуватися як місце для навчань, в 1920-30-ті роки тут проводилися військові кінні паради.
Площа виникла в процесі забудови місцевості у 2-й половині 1940-х років і отримала назву Солом'янський майдан (як стверджується в енциклопедичному довідник «Київ» (1982), назва на честь Урицького площа отримала 1923 року). В 1950-80-ті роки існувала під паралельними назвами — площа Урицького (як зазначає довідник «Вулиці Києва» (1995), ця назва офіційно затверджена не була) та площа Солом'янська. У 1983 році отримала назву площа Брежнєва, на честь радянського державного та партійного діяча Л. І. Брежнєва. Повторно площа Солом'янська — з 1988 року.

## Забудова
Облаштування площі розпочалося у 1960-х і було завершено у 1967 році, тоді ж там з'явилася зупинка трамвая. Архітектор Київпроекту Валентин Жуков з колегами Г. Макаровим, Л. Белоусовим запроєктував комплекс модерністських офісних будівель для двох державних інститутів, які активно розвивалися: Укрдіпроводгосп (Український державний інститут проєктування водного господарства) та Укрдіпросільгосп (Український державний інститут проєктування сільського господарства). Унікальне за цілісністю і масштабом для Києва рішення 9-10 поверхових будівель з досить високою якістю будівництва. У проєкті були великорозмірні вікна і скління до підлоги.
Проєкт висотної домінанти навпроти академії МВС було закладено з початку проєкту, будівництво почалося у 1978 році на території кладовища. Через малий досвід у висотному проєктуванні будівля просіла і нахилилася, будівництво було зупинене у 1985 році і залишалося закинутим до 2004 року, після відновлення будівництва каркас будівлі було укріплено і надбудовано, з 2006 у будівлі розміщується Апеляційний суд.
У 1997 році на площі було облаштовано меморіал загиблим працівникам МВС. У 2001 площу було реконструйовано, була демонтована лінія трамваю, проїзд між академією і площею перекрили, частину перетворили на парковку, а частину зробили пішоходним. У майбутньому планується відкрити на площі станцію метро.

## Зображення

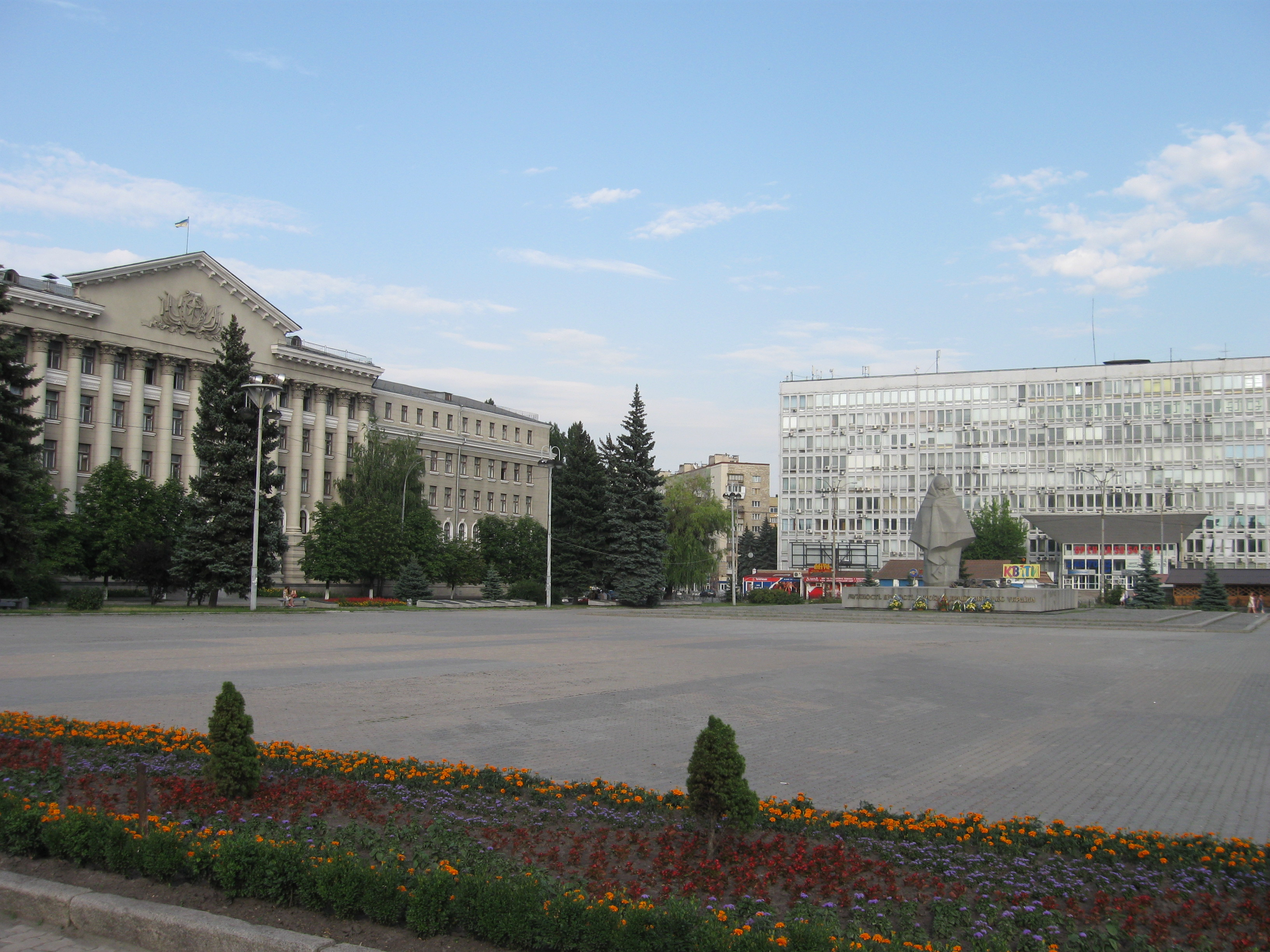
Солом'янська площа. 2009 рік
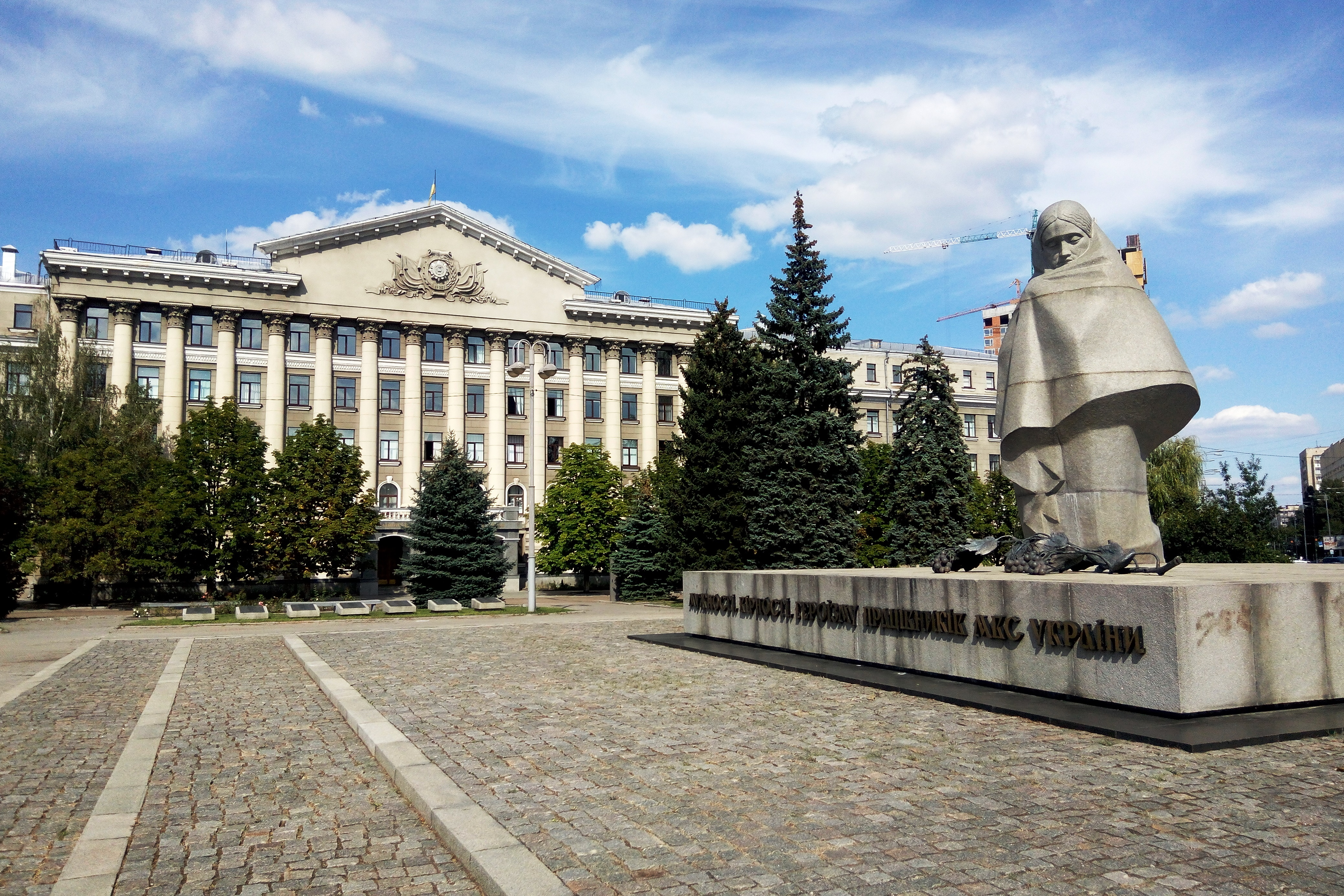
Пам'ятник «Мужності, вірності, героїзму працівників МВС України» з видом на Національну академію внутрішніх справ
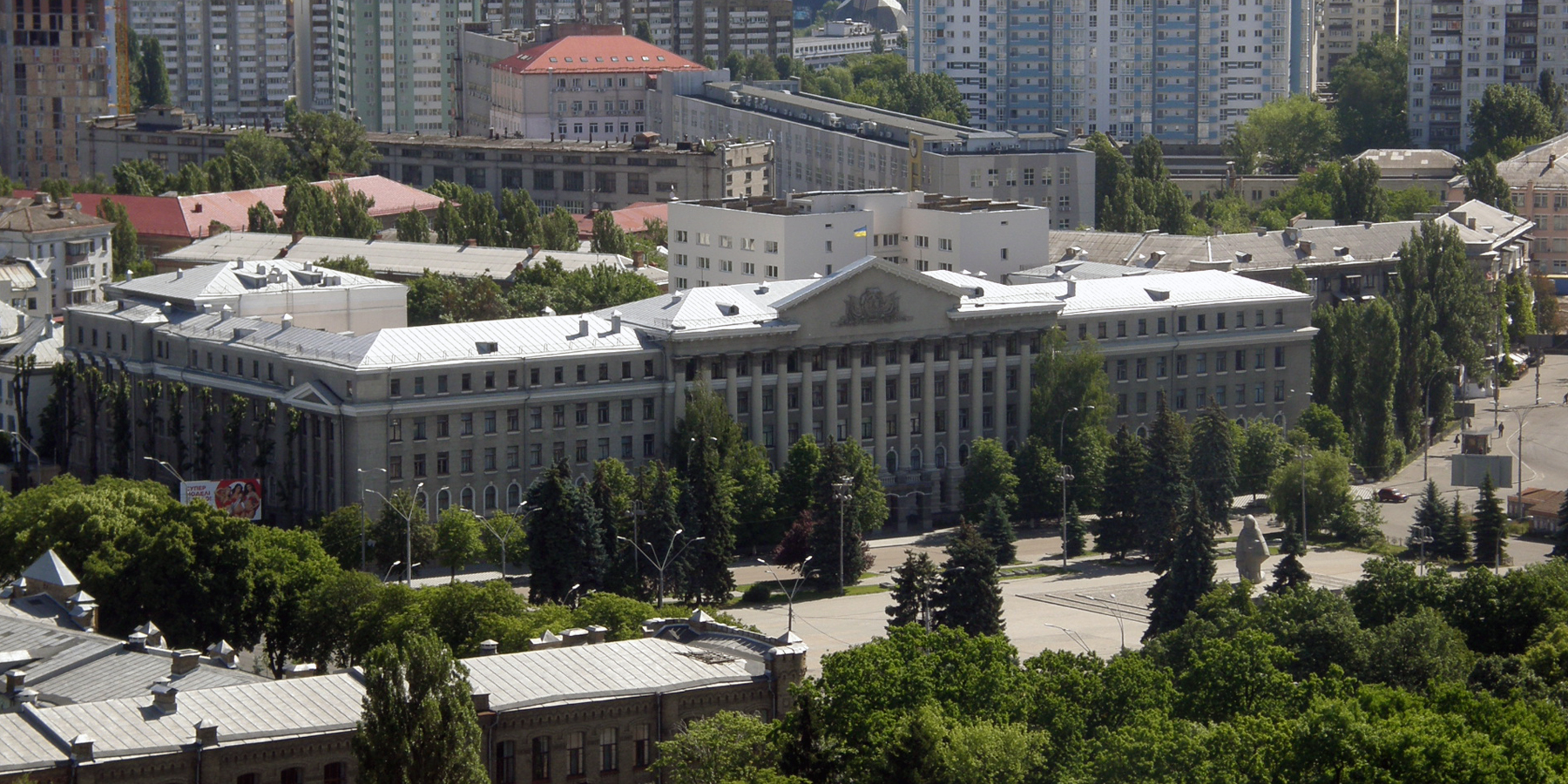
Національна академія внутрішніх справ